# 리눅스 온 IBM Z

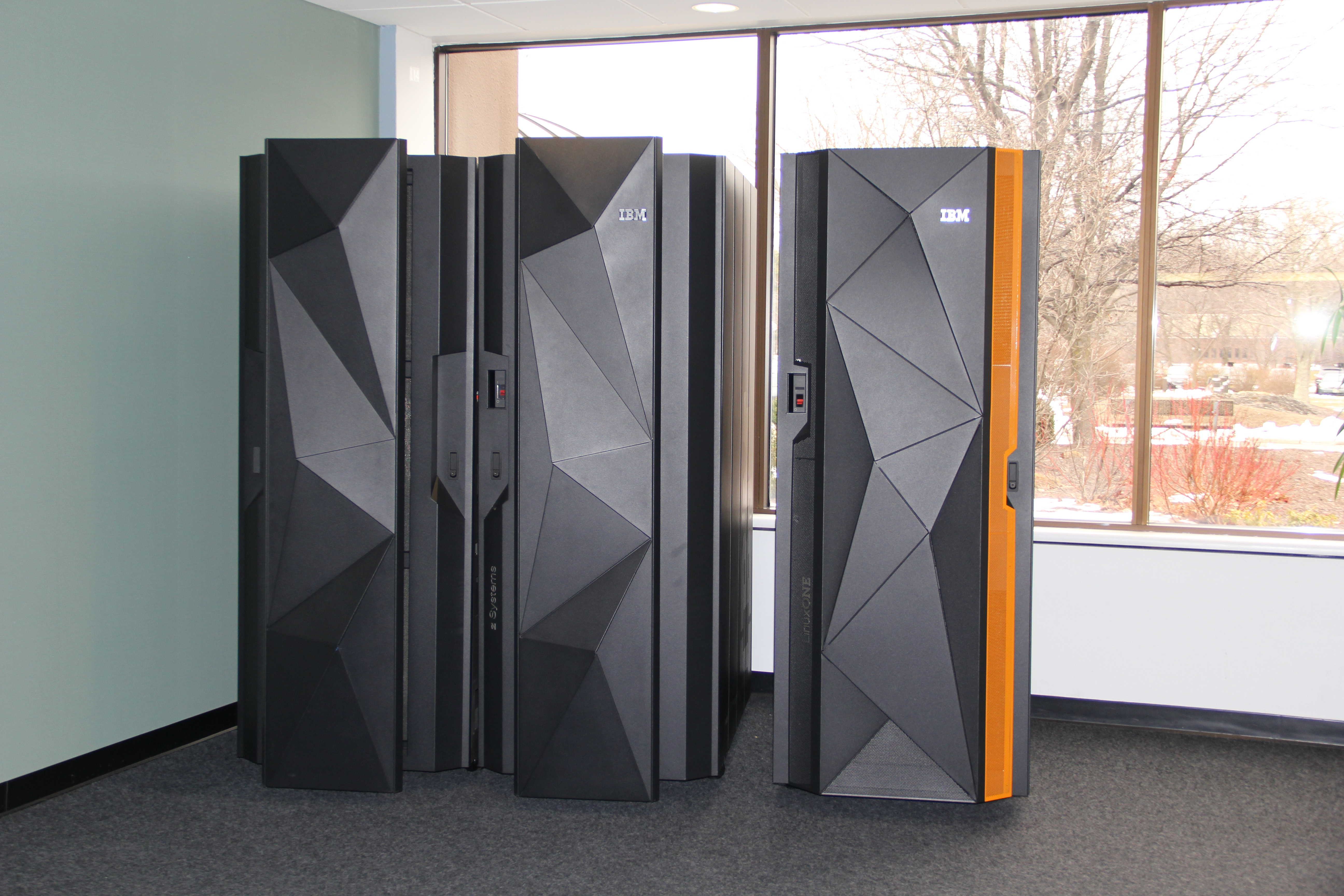
한 쌍의 IBM 메인프레임. 왼쪽은 IBM z 시스템 z13이고, 오른쪽은 IBM 리눅스원 락호퍼(Rockhopper)이다.

리눅스 온 IBM Z(Linux on IBM Z) 또는 리눅스 온 z 시스템(Linux on z Systems, 간단히 리눅스 온 z, 과거 명칭: 리눅스 온 시스템 z)은 IBM 메인프레임, 특히 IBM 시스템 z, IBM 리눅스원 서버에서 구동하기 위해 컴파일된 리눅스 운영 체제를 포괄적으로 아우르는 용어이다. 동일한 의미를 함축하는 비슷한 용어로는 리눅스 온 z엔터프라이즈, 리눅스 온 z시리즈, 리눅스/390, 리눅스/390x 등이 있다. z리눅스, z/리눅스라는 용어 또한 종종 사용되지만 이 용어들은 IBM이 사용하기를 꺼려하는데 그 이유는 IBM이 제공하거나 배포한 리눅스 버전으로 유추하는 문제를 야기할 수 있기 때문이다.
IBM과 캐노니컬은 우분투 16.04를 구동하는 리눅스원 공동 작업을 장려하고 있다.

## 역사
리눅스 온 z는 리눅스를 IBM의 최대 서버로 이식하려는 2가지 노고에 기원한다. 최초의 노고는 1998년 말부터 1999년 초까지 Linas Vepstas가 개발한 빅풋(Bigfoot) 프로젝트로서 독립적인 배포판이었으나 그 뒤로 개발이 중단되었다. IBM은 1999년 12월 18일에 리눅스 2.2.13 커널에 대한 패치 및 추가 기능 모음집을 게시하여 오늘날의 주류가 되는 리눅스 온 z를 시작하였다 공식적인 제품 발표는 2000년에 조속히 잇따랐으며, 여기에는 Integrated Facility for Linux(IFL) 엔진을 포함한다. 씽크 블루 리눅스는 IBM 커널에 추가된 레드햇 패키지들을 대부분 이루는 초기 메인프레임 배포판이었다. 상용 리눅스 배포자들은 초기 커널 작업을 끝낸 뒤 매우 빠르게 메인프레임 에디션들을 도입하였다.
IBM의 동반이 시작될 즈음에만 해도 시스템 z용 리눅스 패치들은 소스 코드 없이 일부 오브젝트 코드 전용(OCO) 모듈들을 포함했다. 머지 않아 IBM은 OCO 모듈을 오픈 소스 모듈로 대체하였다. 리눅스 온 z는 GNU GPL 하에서 자유 소프트웨어이다.
IBM에 따르면, 2006년 5월 기준으로 1,700곳의 고객들이 자신의 메인프레임에서 리눅스를 실행하고 있었다.

## 같이 보기
- 유닉스 시스템 서비스
- z/TPF
- z/VSE